# Vinylpivalaat
Vinylpivalaat is de vinyl-ester van pivalinezuur.

## Toepassingen
Het polymeer poly(vinylpivalaat) heeft vergelijkbare toepassingsmogelijkheden als polyvinylacetaat, met name in houtlijm of als tussenstap in de productie van polyvinylalcohol; dat wordt verkregen na verzeping van de estergroepen in poly(vinylpivalaat). Omwille van de sterische hindering van de estergroepen in poly(vinylpivalaat) heeft dit polymeer een hoge graad van syndiotacticiteit; de groepen staan om-en-om naar voren en naar achteren vanuit de ruggengraat van het polymeer gezien. Het daaruit verkregen polyvinylalcohol heeft dezelfde hoge graad van syndiotacticiteit en tevens van kristalliniteit, wat het geschikt maakt voor de productie van sterke vezels, films of gels.
Vinylpivalaat kan ook gebruikt worden als comonomeer voor de productie van copolymeren.

## Toxicologie en veiligheid
Het is een licht ontvlambare vloeistof en mogelijk kankerverwekkend.
Vinylpivalaat kan spontaan en gevaarlijk polymeriseren. Het wordt doorgaans gestabiliseerd met een kleine hoeveelheid hydrochinon als inhibitor.